# Poroleda lanceolata
Poroleda lanceolata är en musselart som först beskrevs av Hutton 1885.  Poroleda lanceolata ingår i släktet Poroleda och familjen tandmusslor. Inga underarter finns listade i Catalogue of Life.